# Girl Next Door (Lucy Street)
Girl Next Door è il singolo di debutto del girl group svedese Lucy Street, pubblicato il 18 settembre 2000 su etichetta discografica Epic Records come primo estratto dall'album di debutto eponimo del gruppo.

## Tracce
Testi e musiche di Jörgen Elofsson.
1. Girl Next Door – 3:31
2. Girl Next Door (D-Bop's Saturday Night Mix) – 6:53

## Classifiche

### Classifiche settimanali
| Classifica (2000) | Posizione massima |
| ----------------- | ----------------- |
| Svezia            | 3                 |

### Classifiche di fine anno
| Classifica (2000) | Posizione |
| ----------------- | --------- |
| Svezia            | 25        |